# أكاديمية نيس
أكاديمية نيس هي منطقة تعليمية، يديرها عميد أكاديمية تجمع بين المؤسسات الأكاديمية في مقاطعتي الألب البحرية (06) والفار (83). يقع مقر الأكاديمية في نيس. أنشئت أكاديمية نيس عام 1965. وحتى إنشاء الأكاديمية الكورسيكية عام 1975،  كانت تضم كذلك إقليمي كورسيكا.
عند إنشاء المناطق الأكاديمية في عام 2015، أُلحقت الأكاديمية بالمنطقة الأكاديمية بروفانس ألب كوت دازور. وتعد الأكاديمية جزءًا من المنطقة ب من التقويم المدرسي.

## العمداء
- 1965-1976: روبرت دافريل [5]
- 1976-1981: بول باستور [6]
- 1981-1984: بول فيردير [7]
- 1984-1985: جورج رييرا [8]
- 1985-1986: مونيك لافون أوجيه [9]
- 1986-1989: ديدييه لينوت [10]
- 1989-1993: رينيه بلانشيت [11]
- 1993-1996: بيير فيراري [12]
- 1996-1998: جيرار فرانسوا دومونت [13]
- 1998-2000: موريس كوينيه
- 2000-2003: برنارد سان جيرونز [14]
- 2003-2005: جان ماري كارباس [15]
- 2005-2009: جان كلود حردوين [16]
- 2009-2010: كريستيان نيك [17]
- 2010-2015: كلير لوفيزي [18]
- 2015-2019: إيمانويل إيثيس .
- 2019-2022: ريتشارد لاجانير.[19]
- 2022 - الآن: ناتاشا شيكوت

وفي عام 2018، وفي إطار إصلاح الإدارة الإقليمية للدولة، أعلنت الحكومة أنها تعمل على مشروع لدمج أكاديمية نيس مع أكاديمية إيكس مرسيليا. تم إلغاء هذا الدمج سنة 2019 من قبل جان ميشيل بلانكر، وزير التربية الوطنية، أمام لجنة الشؤون الثقافية والتعليم بالجمعية الوطنية.
يتم تضخيم أرقام الشهادات الجامعية بشكل مصطنع من قبل إدارة الجامعة لتحسين النتائج التي تم الحصول عليها على ما يبدو. وتشير الحكومة إلى أن هذه الفجوة تبلغ حوالي 5% في عام 2023، ثاني أكبر فجوة في البر الرئيسي لفرنسا.

## انظر كذلك
- جامعة كوت دازور
- جامعة تولون

## روابط خارجية
- الموقع الرسمي لأكاديمية نيس